# Parlamentswahl in Jordanien 2010
Die Parlamentswahl in Jordanien 2010 fand am 9. November 2010 statt. Es wurden die 120 Sitze der jordanischen Abgeordnetenversammlung neu vergeben, nachdem König Abdullah II. im November 2009 das Parlament aufgelöst hatte.
Die größte Oppositionspartei, die Islamische Aktionsfront (IAF), boykottierte die Wahl.
Der Wahlkampf drehte sich hauptsächlich um Preissteigerungen und die hohe Arbeitslosigkeit.
Königsnahe Kandidaten gewannen den – von Gewalt und Betrugsvorwürfen überschatteten – Urnengang erwartungsgemäß, und Anfang Februar 2011 nahm eine neue Regierung unter Ministerpräsident Maruf al-Bachit die Arbeit auf. Bis zur nächsten Parlamentswahl im Januar 2013 wurde die Regierung mehrfach abgelöst und es folgten die Ministerpräsidenten Aun Schaukat al-Chasauneh (Oktober 2011 bis Mai 2012), Fayez al-Tarawneh (Mai 2012 bis Oktober 2012) und schlussendlich Abdullah Ensour (ab Oktober 2012).

## Hintergrund

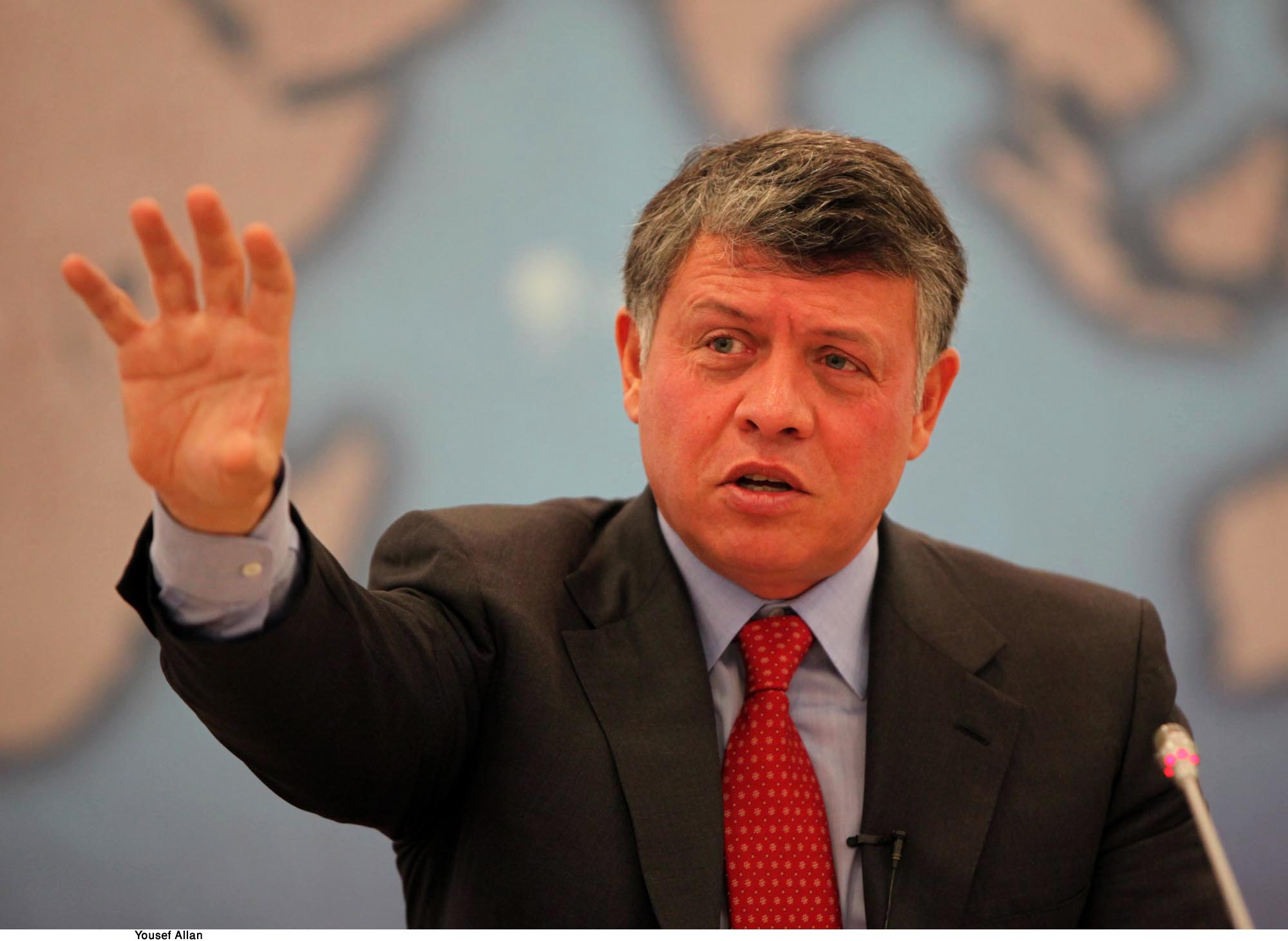
König Abdullah II. (16. November 2011)

Die letzte Wahl war die Parlamentswahl in Jordanien 2007.
Die Wahl wurde nötig, weil König Abdullah II. das Parlament am 23. November 2009 ohne Angabe von Gründen aufgelöst hatte. Die Regierung unter Nader al-Dahabi legte daraufhin am 14. Dezember ihr Amt nieder. Die Amtsgeschäfte übernahm zwischenzeitlich eine Regierung unter der Leitung von Ministerpräsident Samir ar-Rifaʿi.

## Wahlkampf
Der Wahlkampf wurde von Boykottaufrufen der größten Oppositionspartei, der Islamischen Aktionsfront (IAF), überschattet. Diese begründete ihr Fernbleiben mit dem neuen Wahlrecht, dass der IAF zufolge Stimmen aus den Städten – ihrer Basis – niedriger gewertet wurden. Außerdem kritisierte Jamil Abu Bakr, der Sprecher der Muslimbruderschaft – dem Dachverband der IAF – die Zensur und erwähnte Hinweise auf Betrug.
Es wurde schon im Vorfeld ein Sieg der regierungsnahen Kandidaten erwartet. Dazu zählten vor allem Stammesangehörige mit guten Verbindungen zu König Abdullah II.
Themen des Wahlkampfs waren Inflation – insbesondere deutliche Preissteigerungen für Benzin und Lebensmittel – und die hohe Arbeitslosigkeit. Außerdem wurde bemängelt, dass es keine Fortschritte bei der Lösung des Nahostkonflikts gab. Es wurde befürchtet, dass im Fall eines Scheiterns der Verhandlungen Jordanien von Israel gezwungen werden könnte, Einwohner des Westjordanlands aufzunehmen.

## Verlauf
Im Zuge der Durchführung der Wahl kam es zu verschiedenen Gewalttaten. In Karak, im Süden des Landes, starb ein Mensch bei einer Schießerei und zwei wurden verletzt. In Madaba nahm die Polizei 30 Personen fest, die mithilfe von Messern Wähler am Abgeben ihrer Stimme hindern wollten. Laut Angaben von al-Arabija versuchten Anhänger verschiedener Parteien, die Anhänger ihrer Konkurrenten durch Schüsse in die Luft von der Wahlurne fernzuhalten.
Außerdem berichtete die staatliche Nachrichtenagentur Petra von Versuchen verschiedener Personen, mehrfach zu wählen. In verschiedenen südlichen Bezirken gab es Festnahmen wegen Stimmenkaufs.

## Ergebnis
Die Wahlbeteiligung lag mit 53 Prozent etwas niedriger als bei der Wahl 2007 und war auf dem Land markant höher als in den städtischen Gebieten. Laut ersten Angaben der Wahlkommission lag sie bei 31 Prozent in der Hauptstadt Amman und bei rund 80 Prozent am Land. Die IAF bezweifelte diese Darstellung und ging von nur 30 Prozent Beteiligung aus.
Als Überraschung galt die hohe Fluktuation unter den Abgeordneten. Zahlreiche der 120 Sitze wurden neu besetzt. Nur 26 Abgeordnete gehörten auch dem vorhergehenden Parlament an. Zwölf der Sitze gingen verfassungsgemäß an Frauen und zehn an Angehörige  religiöser und ethnischer Minderheiten.
Wie erwartet, eroberten regierungsnahe Kandidaten die große Mehrheit der Sitze.

## Folgen

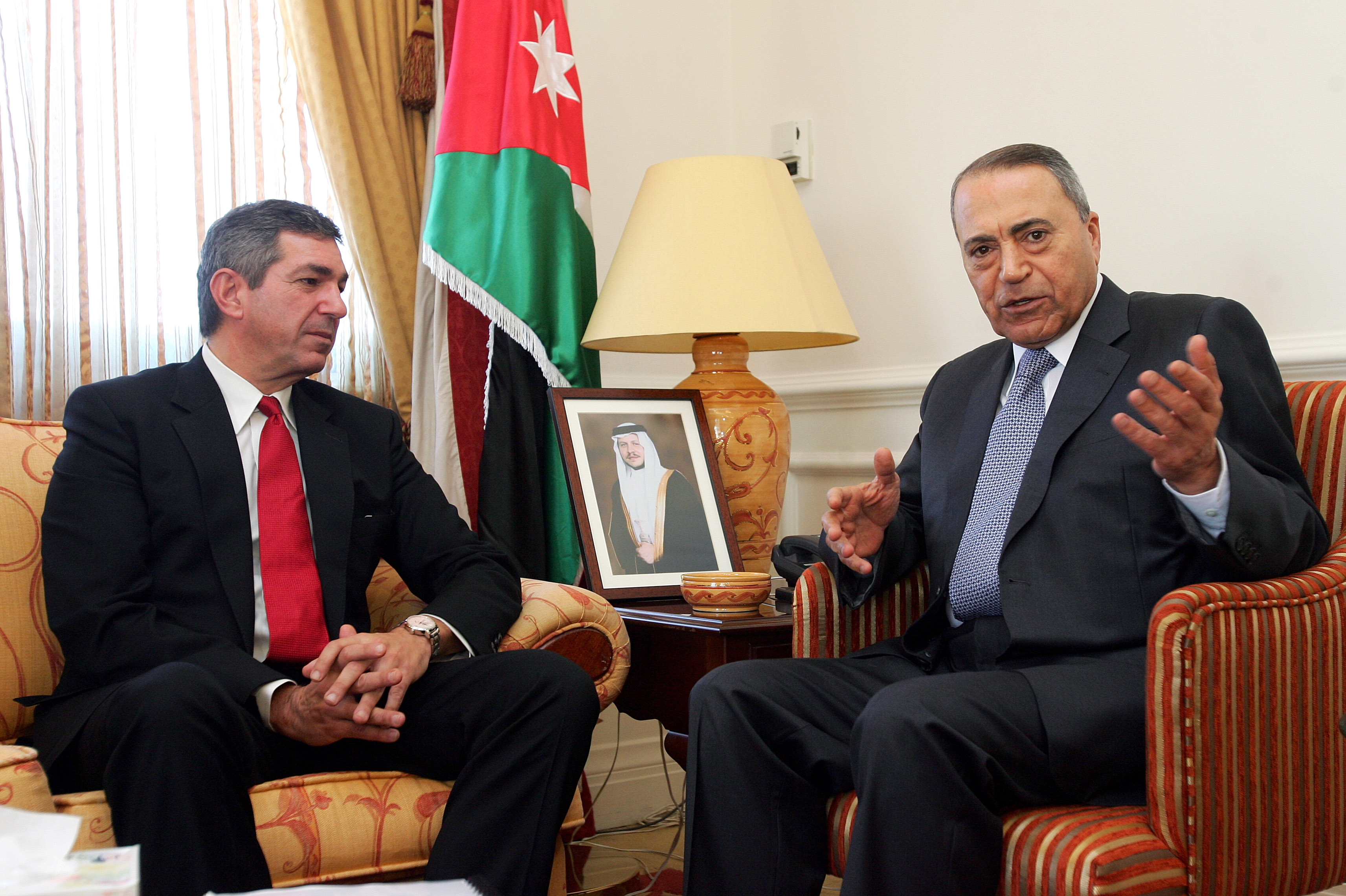
Ministerpräsident Maruf al-Bachit zusammen mit dem griechischen Außenminister Stavros Lambrinidis im Oktober 2011
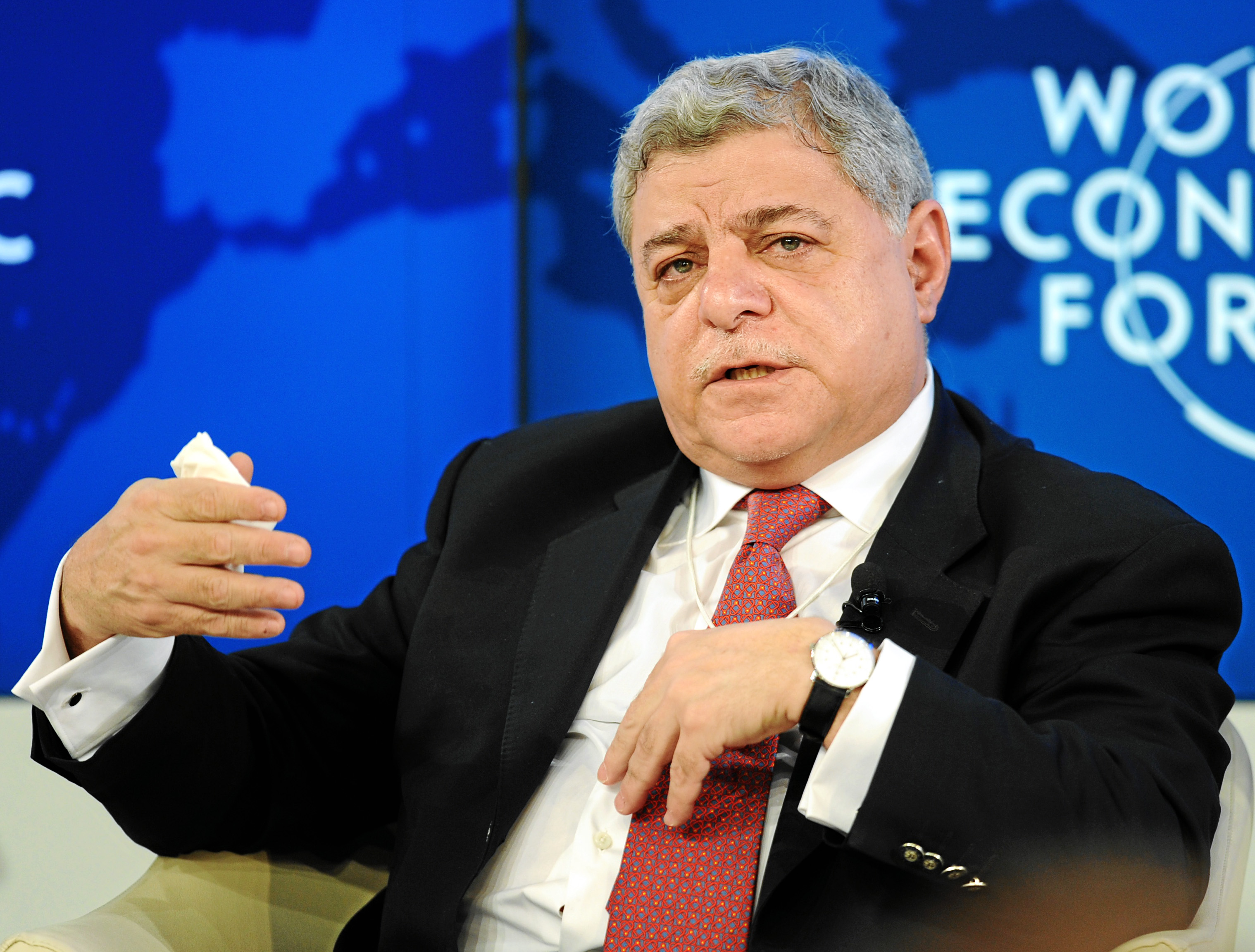
Aun Schaukat al-Chasauneh (2012)
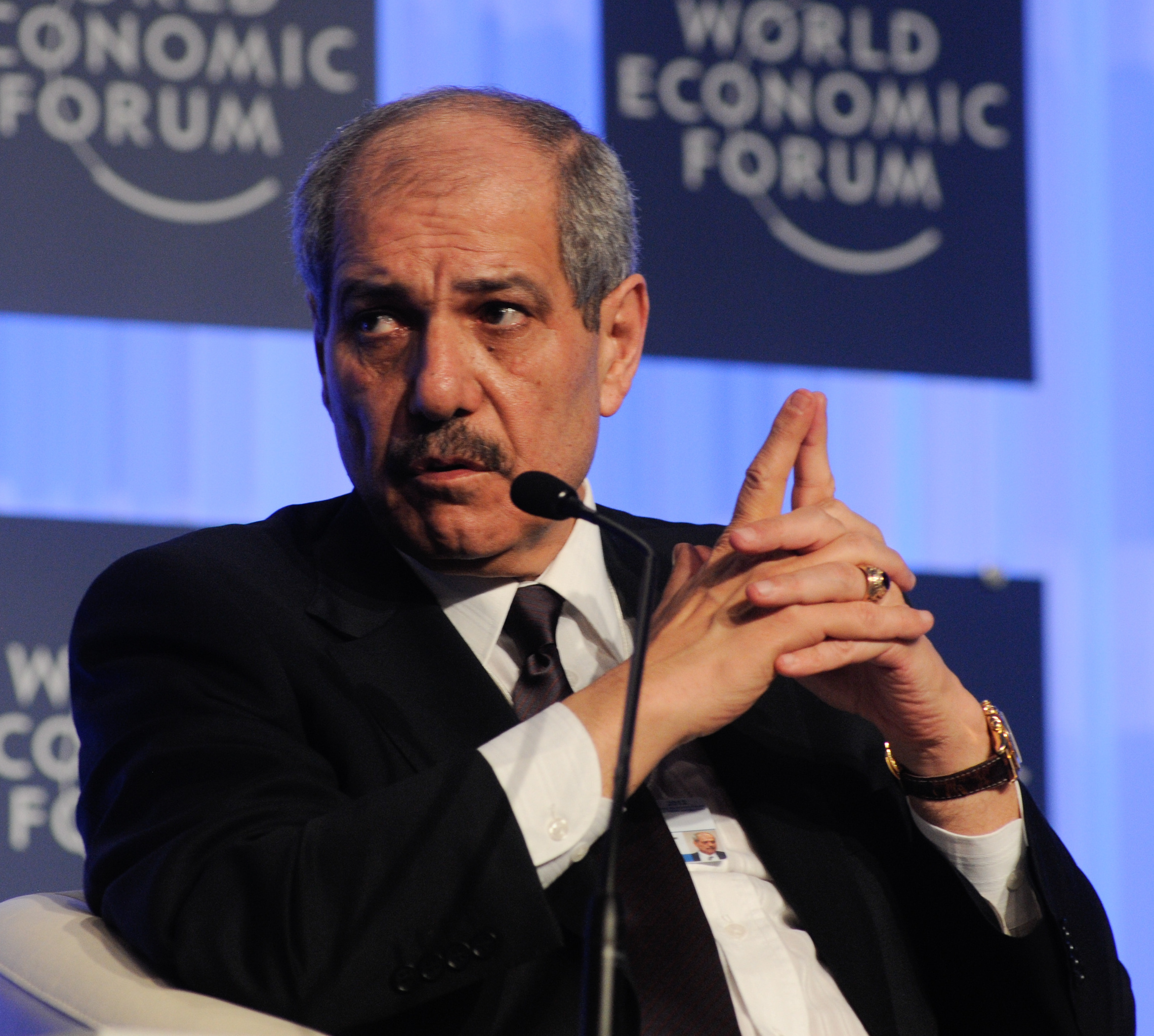
Fayez al-Tarawneh (2012)
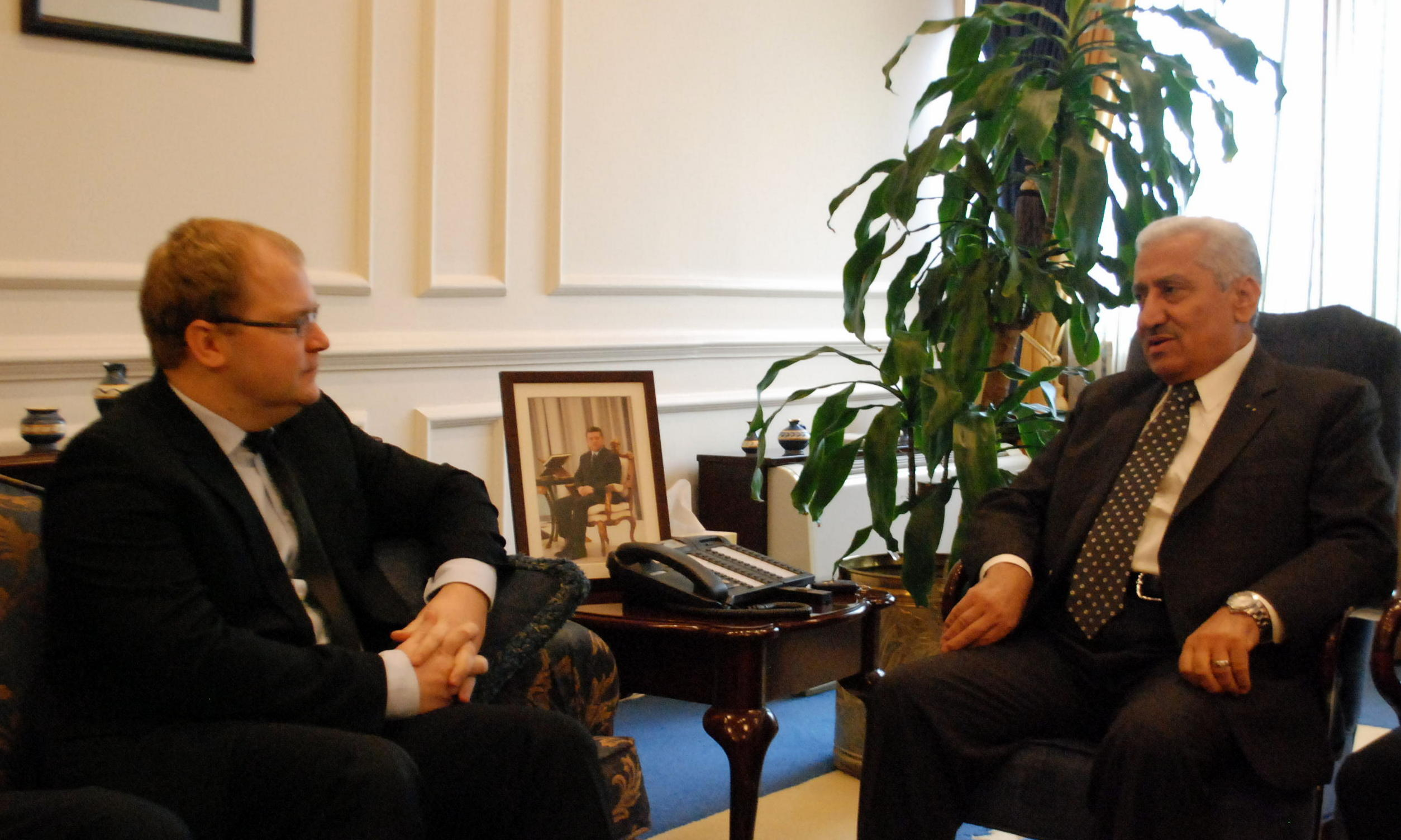
Abdullah Ensour (rechts) im Gespräch mit Urmas Paet (Januar 2013)

Im Zuge des Arabischen Frühlings begannen am 7. Januar 2011 landesweite Proteste.
Nach der Wahl beauftragte König Maruf al-Bachit, der schon zwischen 2005 und 2007 Ministerpräsident seines Landes gewesen war, am 1. Februar 2011 mit der Regierungsbildung. Am 9. Februar wurde eine neue Regierung unter seiner Leitung angelobt. Diese Regierung blieb bis 24. Oktober 2011 im Amt. Danach übernahm eine Regierung unter Ministerpräsident Aun Schaukat al-Chasauneh die Geschäfte, bis diese wiederum am 2. Mai 2012 von Fayez al-Tarawneh und am 11. Oktober 2012 von Abdullah Ensour abgelöst wurde.
Die nächste Parlamentswahl fand am 23. Januar 2013 statt.